# Fort Rüstersiel

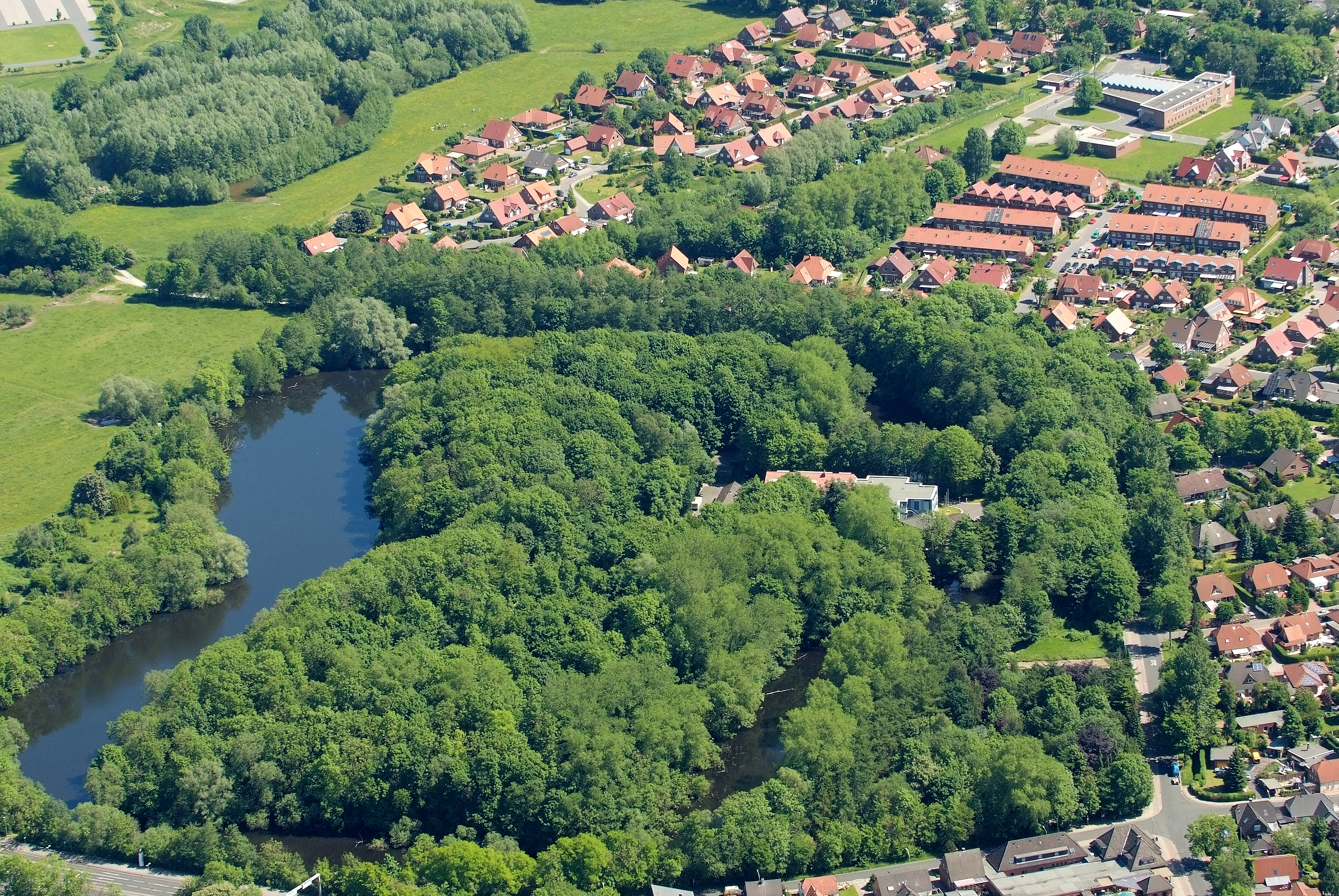
Das Fort Rüstersiel von Südwesten.

Fort Rüstersiel von Norden aus gesehen. In der Bildmitte die östliche Bastion, rechts davon die westliche Bastion. Der Graben hat hier eine Breite von knapp 60 Metern.

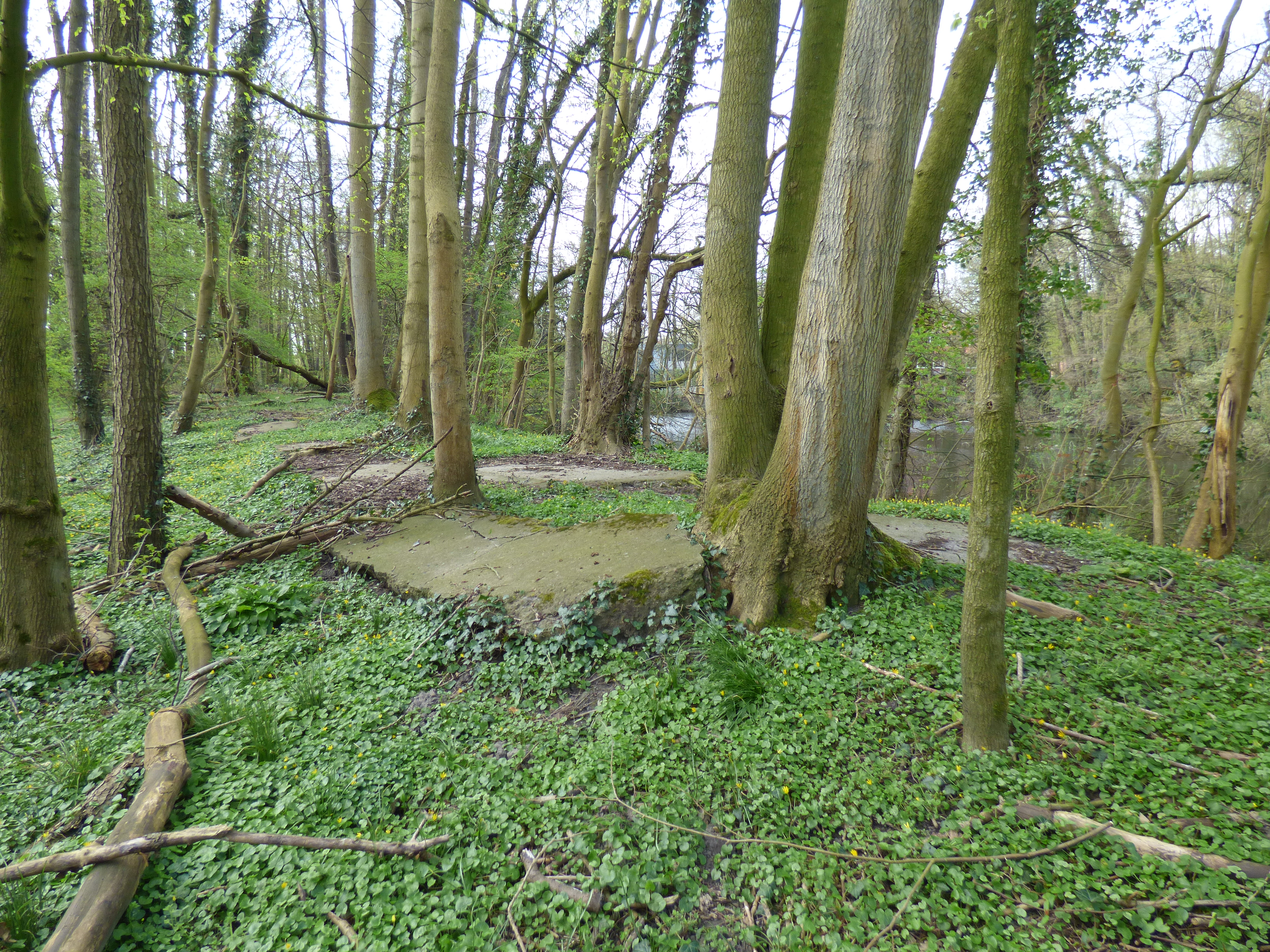
Betonreste außerhalb der Graft am Fort an der Ostseite

Das Fort Rüstersiel (Fort I) war als Bestandteil des Festungsplans Wilhelmshavens ein Element zum Schutz des preußischen Kriegshafens in Wilhelmshaven. Es liegt im Stadtteil Rüstersiel in der Nähe der Maade. Es ist das am besten erhaltene Fort der Festungsanlagen Wilhelmshavens.

## Aufbau
Von Südwesten nach Nordosten hat das Fort eine Gesamtlänge von 420 Metern und eine Breite von 265 Metern. Die Graft der Anlage ist bis zu 70 Meter breit. Der Wall der Anlage ist bis zu 6 Meter hoch. Es gibt an der Nordnordwestlichen Langseite noch Reste von Kasematten und Bunkern die in Ziegelbauweise errichtet wurden. Nach Norden bestand über die Möwenstraße eine Verbindung zum Außenfort Altona.

## Geschichte

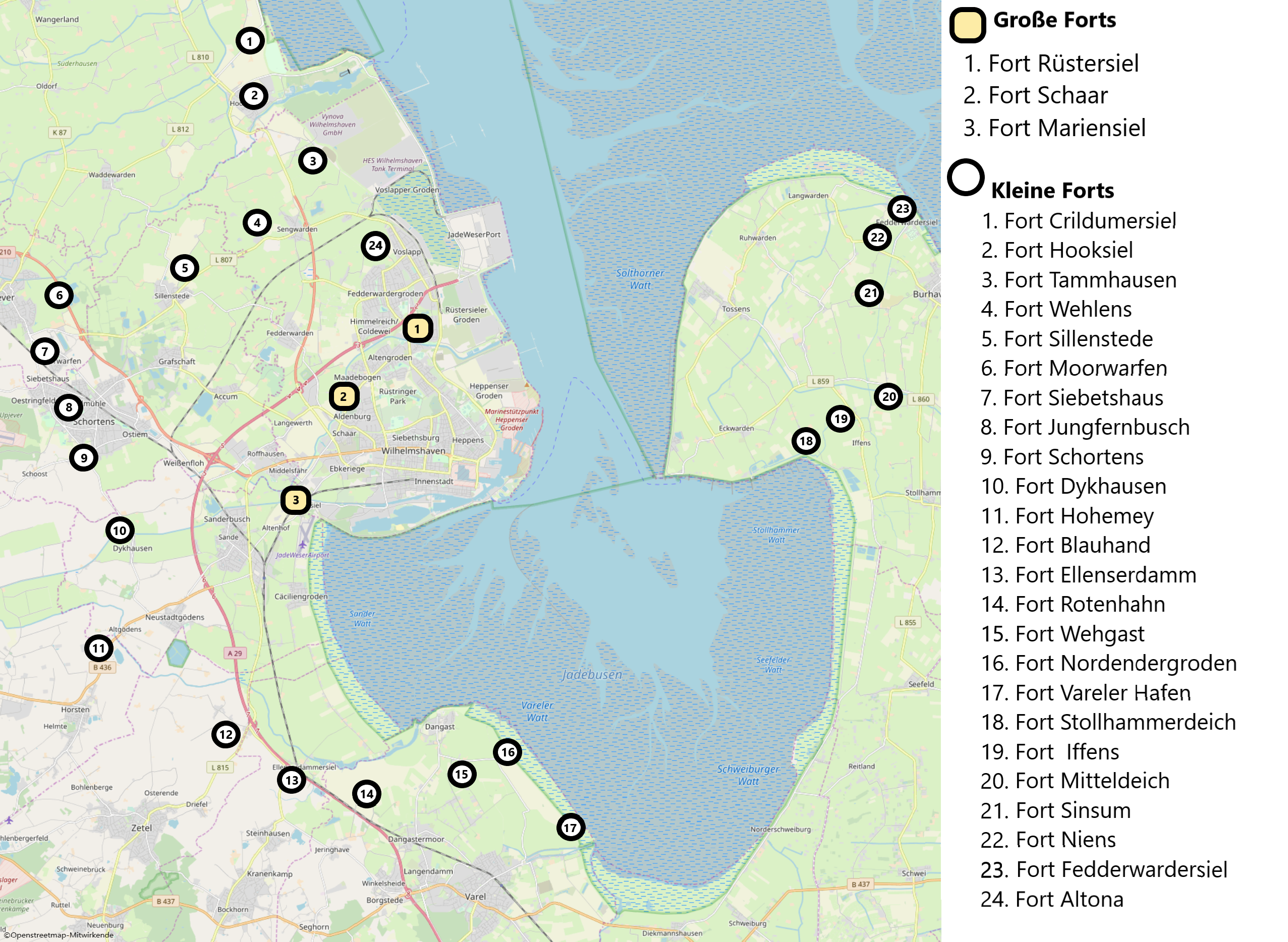
Position der Forts zum Schutz Wilhelmshavens.

### Bau
Die Maadeforts Rüstersiel, Mariensiel und Schaar wurden am 4. August 1876 in der Wilhelmshavener Zeitung ausgeschrieben. Die Bauarbeiten begannen kurz darauf. General von Voigt-Rhetz, der zuständige Abteilungsleiter des Kriegsministeriums überzeugte sich am 24. Juni 1878 über den Fortschritt der Bauarbeiten. Am 4. November 1880 endeten die Bauarbeiten. Um im Angriffsfall die Umgebung der Forts überfluten zu können, wurden die hölzernen Siele als Steinsiele neu gebaut.

### Fortifikationsstraße

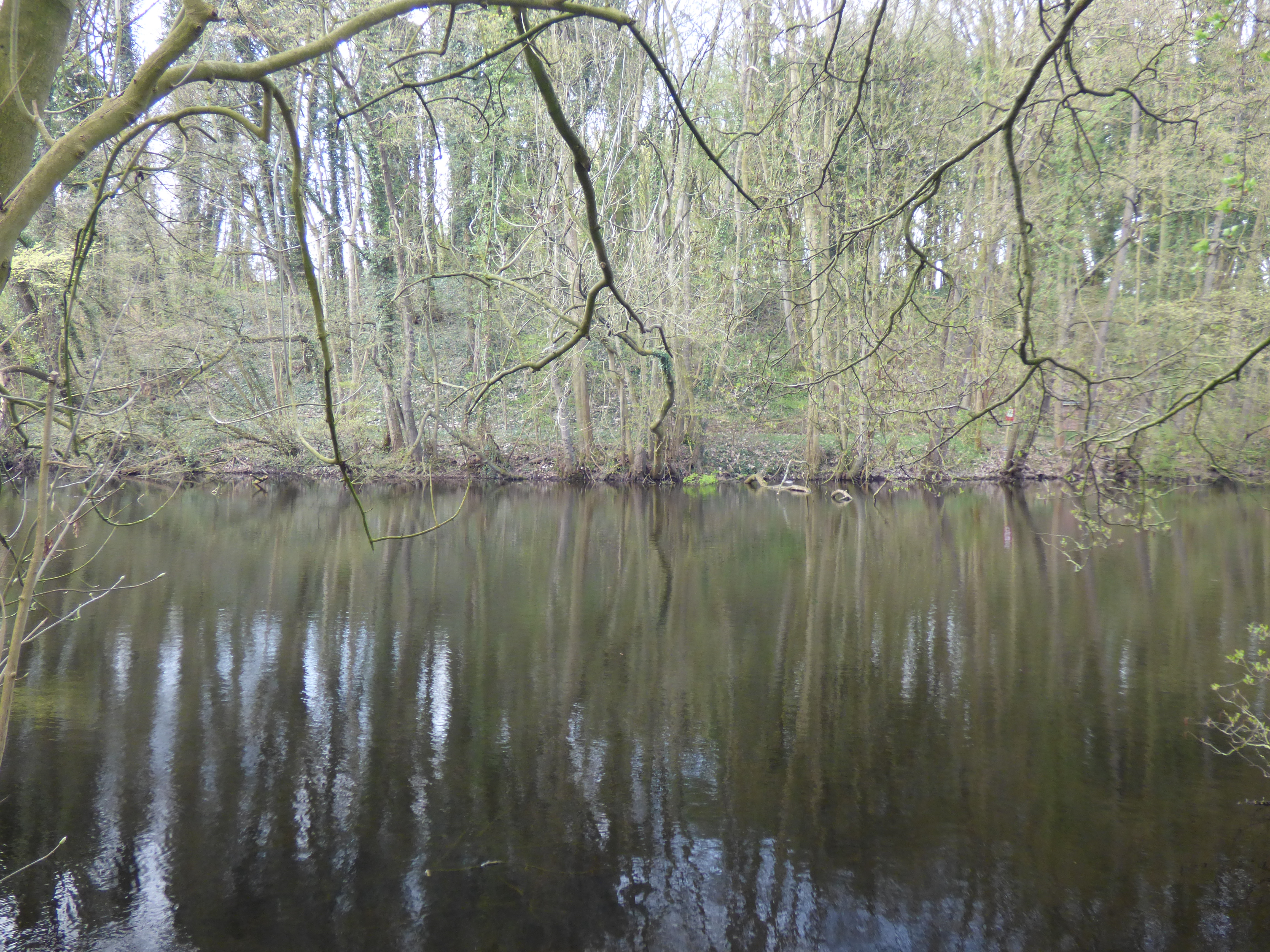
Wall vom Fort Rüstersiel mit einer Höhe von etwa 6 Metern

Eine Fortifikationsstraße verband das Fort Rüstersiel mit dem Fort Heppens, die Straße wurde auf dem Neuer Groder Weg angelegt und mit einer Munitionsbahn ausgestattet. Die Fortifikationsstraße wurde nach dem Zweiten Weltkrieg im südlichen Verlauf umbenannt in Freiligrathstraße  und Rüstersieler Straße.
Die Forts Schaar und Mariensiel waren durch eine weitere neu gebaute Umfangstraße erreichbar, die ebenfalls mit Feldbahngleisen ausgestattet war. Die Straße verlief auf den heutigen Straßen An der Vogelwarte, Dodoweg, Kurt-Schumacher-Straße.

### Nutzung

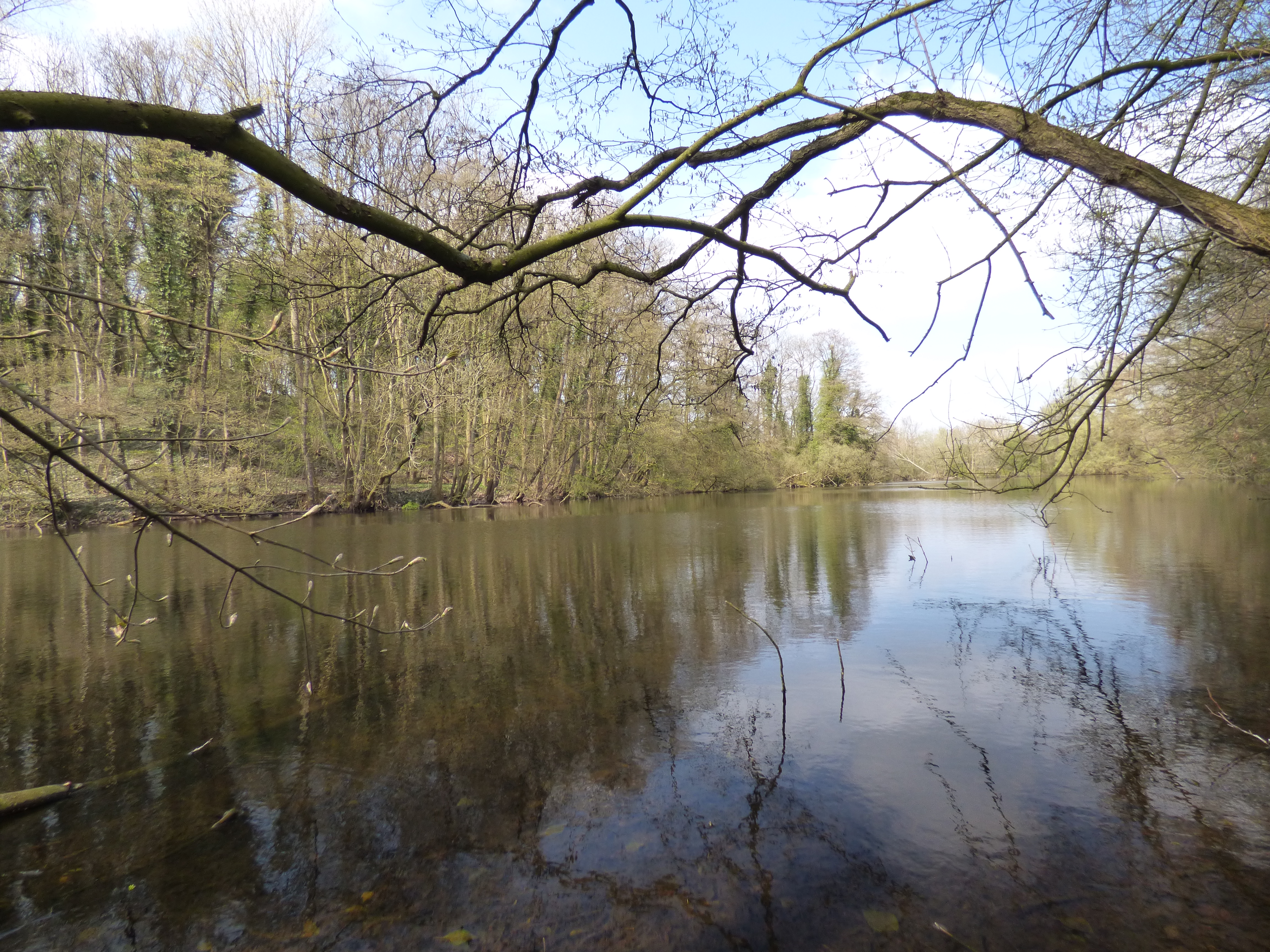
Graft des Forts Rüstersiel

Nach dem Versailler Vertrag durften die Maadeforts bestehen bleiben, jedoch nicht ausgebaut oder dem Stand der Technik angepasst werden. Ab 1918 diente das Fort Rüstersiel als Munitionslager. Direkt außerhalb des Grabens zwischen der Rüstersieler Straße (damals Amtsverbandsstraße) und der Umfangstraße wurde vom Badeverein ein Kurpark angelegt, der nach der Wirtin Adele Tiesler „Delepark“ genannt wurde. Die Bäume des Parks wurden ebenso wie die des Forts nach dem Zweiten Weltkrieg als Brennstoff gefällt. Die Kasematten des Forts wurden im Jahr 1948 von den Briten gesprengt. Es gab Überlegungen das entmilitarisierte Gelände als Erholungsgebiet oder Tierpark zu nutzen. Seit dem Jahr 1966 wurde das Gelände weitgehend umgebaut und ist seither Sitz des Instituts für Vogelforschung „Vogelwarte Helgoland“. Seit 1968 steht das Gelände unter Landschaftsschutz.

## Bewaffnung und Belegung
Zu Beginn war das Fort mit zwei 15-cm-Kanonen-L/22, zehn 15-cm-Ringkanonen und elf 12-cm-Kanonen und 9-cm-Kanonen bewaffnet. Später war das Fort war mit 6- bis 15-cm-Flachbahngeschützen armiert. In Rüstersiel war das III. Stamm-Seebataillon untergebracht, das vor dem Ersten Weltkrieg den Ersatz für das ostasiatische Kiautschou stellte.